# Viddalen
Das Viddalen (norwegisch für Weites Tal) ist ein mit Gletschereis angefülltes Tal im ostantarktischen Königin-Maud-Land. Es liegt zwischen dem südlichen Ende des Ahlmannryggen und dem Borg-Massiv.
Norwegische Kartographen, die es auch deskriptiv benannten, kartierten es anhand von Vermessungen und Luftaufnahmen der Norwegisch-Britisch-Schwedischen Antarktisexpedition (1949–1952) und Luftaufnahmen der Dritten Norwegischen Antarktisexpedition (1956–1960) aus den Jahren von 1958 bis 1959.